# Мацкив, Теодор Иванович
Теодор Иванович Мацкив (30 мая 1918, Струтин, Галичина — 8 августа 2011, Альбукерке) — американский историк украинского происхождения в эмиграции, исследователь эпохи Богдана Хмельницкого и Ивана Мазепы, профессор.

## Биография
В 1938 году окончил Академическую гимназию во Львове. В 1939 году — в составе польского войска. Дальше оказался на Западе.
В Университете И. Гёте (Франкфурт) изучал историю и славистику. В 1950 году защитил диссертацию «Украинское казачество в свете немецких источников в первой половине XVII ст.» и получил степень доктора философии.
В 1950 году уехал в США, где продолжал занятия в Сетонгольском университете, а также в других высших учебных заведениях.
Преподавал славянские языки и историю, в частности, вёл курс украинского языка и украинскую программу в Сетонгольском университете (Ньюарк, штат Нью-Джерси).
Преподавал историю в одном из колледжей Швейцарии, был профессором истории Украины в Акронском университете (США, штат Огайо), Украинском научном центре при Макворе университете в Сиднее (Австралия), он же был профессором-гостем Гейдельбергского университета (ФРГ), Украинского Свободного Университета в Мюнхене.
В 1984 году Теодор Мацкив ушел на пенсию, но продолжал читать спецкурсы по истории Украины в разных университетах, в том числе в украинских.

## Общественная деятельность
Является действительным членом Украинского Исторического Общества, начиная от времен его создания, а впоследствии возглавил Европейский отдел УИТ в Мюнхене. Кроме того, он был организатором нескольких научных конференций в Европе, проведенных по инициативе УИТ, которые дали толчок украиноведческим исследованиям зарубежных ученых. Принимал участие в 4-х Международных конгрессах историков (Стокгольм, Вена, Сан-Франциско, Штутгард).

## Творческое наследие
Автор более 100 работ. Главное его внимание направлено на исследование вопросов истории Гетманщины середины XVII — начала XVIII века. В частности, крупные монографии, посвященные изучению документов относительно эпохи и личности гетмана Ивана Мазепы, в частности:
- монография «Мазепа в свете современных ему немецких источников»
- книга «Князь Мазепа: Гетман Украины в современных ему английских изданиях» (на английском языке)
- монография «Английские сведения о Мазепе, 1687-1709 г.»
- монография с обзором немецких, австрийских, швейцарских, французских, английских и шведских источников — «Гетман Иван Мазепа в западноевропейских источниках 1687-1709»

По характеристике Любомира Вынара доктор Мацкив 

## Основные труды
- Мацкив Т. Английский текст Зборовского договора 1649 года и другие избранные статьи. — Нью-Йорк ; Львов; Киев; Минск, 1993. — С. 280.
- Mazepa im Lichte der zeit genoessischen deutschen Quellen / Записки Наукового Товариства ім. Шевченко. — Мюнхен, 1963. — Т. 174.
- Prince Mazepa: Hetman of Ukraine in Contemporary Englich Publications, 1687-1709. -Chicago, 1967.
- English. Reports on Mazepa, 1687-1709. — Nju-York; Munich; Toronto. — 1983.
- Гетман Иван Мазепа в западноевропейских источниках 1687-1709. — Мюнхен, 1988.
- Мацкив Т. Английский текст Зборовского договора... — С. II.